# 1967–1970
| 전문가 평가                   | 전문가 평가 |
| 평가 점수                     | 평가 점수   |
| 출처                          | 점수        |
| ----------------------------- | ----------- |
| AllMusic                      | [ 2 ]       |
| Blender                       | [ 3 ]       |
| The Rolling Stone Album Guide | [ 4 ]       |

《1967–1970》(일명 "The Blue Album")는 영국의 록 밴드 비틀즈의 곡을 편곡한 것으로, 제목에 명시된 연도에 걸쳐 있다. 그것은 1973년에 《1962–1966》(이하 "The Red Album")과 함께 발매되었다. 《1967–1970》은 미국 빌보드 200 차트에서 1위를, 영국 음반 차트에서 2위를 차지했다. 이 음반은 1993년 9월 영국에서 4위를 차지하며 CD로 다시 발매되었다.
이 음반은 비틀즈 매니저인 앨런 클라인에 의해 편집되었다. 음반 라이너 노트에는 〈Across the Universe〉와 필 스펙터가 프로듀싱한 〈The Long and Winding Road〉를 제외한 모든 곡이 조지 마틴이 프로듀싱한 곡이라고 적혀 있는데, 이는 조지 마틴이 통상적으로 공식적인 프로듀서의 신용이 없는 〈Don't Let Me Down〉의 프로듀서로 인정받았다는 것을 의미한다.
《1962–1966》와 마찬가지로, 이 컴필레이션은 애플/EMI에 의해 최소한 부분적으로는 전년도 텔레비전에서 판매되었던 《Alpha Omega》라는 이름의 해적판 컬렉션에 대응하여 프로듀싱이 되었다. 이 두 음반에 대한 인쇄 광고는 그들을 "비틀즈의 유일한 인가된 컬렉션"이라고 선언하였다.

## 음반 커버
이 밴드의 1963년 데뷔 음반 《Please Please Me》를 위해 사진작가 앵거스 맥빈이 EMI 하우스(맨체스터 스퀘어의 EMI 런던 본사, 1995년 철거) 내 계단 위를 내려다보고 있는 이 그룹의 독특한 컬러 사진을 찍었다.
1969년 비틀즈는 맥빈에게 이 장면을 재현해 달라고 요청했다. 1969년 화보 촬영의 사진은 원래 당시 기획된 《Get Back》 음반을 위한 것이었지만, 1970년 그 프로젝트가 결국 발매된 것을 《Let It Be》로 보았을 때는 사용되지 않았다. 대신 1969년 사진에서 나온 또 다른 사진은 1963년 화보에서 나온 미사용 사진과 함께 이 음반과 《1962–1966》 둘 다에 사용되었다.
두 음반의 내부 게이트폴드 사진은 1968년 7월 28일 일요일 런던에서 열린 "Mad Day Out" 사진 세션에서 돈 맥컬린이 찍은 것이다.
음반 커버는 톰 윌키스가 디자인했다.

## 곡 목록
〈Get Back〉과 〈Let It Be〉의 싱글 버전이 이 컴필레이션 음반에 데뷔한다.
모든 곡들은 특별한 언급이 없는 한 레논-매카트니가 작사/작곡하였다.
| #  | 제목                                      | 음반                                               | 재생 시간 |
| -- | ----------------------------------------- | -------------------------------------------------- | --------- |
| 1. | 〈Strawberry Fields Forever〉             | 《Magical Mystery Tour》 (1967년)                  | 4:08      |
| 2. | 〈Penny Lane〉                            | 《Magical Mystery Tour》 (1967년)                  | 3:01      |
| 3. | 〈Sgt. Pepper's Lonely Hearts Club Band〉 | 《Sgt. Pepper's Lonely Hearts Club Band》 (1967년) | 2:02      |
| 4. | 〈With a Little Help from My Friends〉    | 《Sgt. Pepper's Lonely Hearts Club Band》 (1967년) | 2:44      |
| 5. | 〈Lucy in the Sky with Diamonds〉         | 《Sgt. Pepper's Lonely Hearts Club Band》 (1967년) | 3:29      |
| 6. | 〈A Day in the Life〉                     | 《Sgt. Pepper's Lonely Hearts Club Band》 (1967년) | 5:07      |
| 7. | 〈All You Need Is Love〉                  | 《Magical Mystery Tour》 (1967년)                  | 3:48      |

| #  | 제목                     | 음반                              | 재생 시간 |
| -- | ------------------------ | --------------------------------- | --------- |
| 1. | 〈I Am the Walrus〉      | 《Magical Mystery Tour》 (1967년) | 4:35      |
| 2. | 〈Hello, Goodbye〉       | 《Magical Mystery Tour》 (1967년) | 3:29      |
| 3. | 〈The Fool on the Hill〉 | 《Magical Mystery Tour》 (1967년) | 3:00      |
| 4. | 〈Magical Mystery Tour〉 | 《Magical Mystery Tour》 (1967년) | 2:49      |
| 5. | 〈Lady Madonna〉         | 비음반 싱글 (1968년)              | 2:18      |
| 6. | 〈Hey Jude〉             | 비음반 싱글 (1968년)              | 7:11      |
| 7. | 〈Revolution〉           | 비음반 싱글 (1968년)              | 3:25      |

| #  | 제목                             | 작사·작곡   | 음반                     | 재생 시간 |
| -- | -------------------------------- | ----------- | ------------------------ | --------- |
| 1. | 〈Back in the U.S.S.R.〉         |             | 《The Beatles》 (1968년) | 2:46      |
| 2. | 〈While My Guitar Gently Weeps〉 | 조지 해리슨 | 《The Beatles》 (1968년) | 4:46      |
| 3. | 〈Ob-La-Di, Ob-La-Da〉           |             | 《The Beatles》 (1968년) | 3:11      |
| 4. | 〈Get Back〉                     |             | 비음반 싱글 (1969년)     | 3:12      |
| 5. | 〈Don't Let Me Down〉            |             | 비음반 싱글 (1969년)     | 3:35      |
| 6. | 〈The Ballad of John and Yoko〉  |             | 비음반 싱글 (1969년)     | 3:01      |
| 7. | 〈Old Brown Shoe〉               | 해리슨      | 비음반 싱글 (1969년)     | 3:21      |

| #  | 제목                          | 작사·작곡 | 음반                    | 재생 시간 |
| -- | ----------------------------- | --------- | ----------------------- | --------- |
| 1. | 〈Here Comes the Sun〉        | 해리슨    | 《Abbey Road》 (1969년) | 3:07      |
| 2. | 〈Come Together〉             |           | 《Abbey Road》 (1969년) | 4:19      |
| 3. | 〈Something〉                 |           | 《Abbey Road》 (1969년) | 3:03      |
| 4. | 〈Octopus's Garden〉          | 링고 스타 | 《Abbey Road》 (1969년) | 2:52      |
| 5. | 〈Let It Be〉                 |           | 비음반 싱글 (1970년)    | 3:52      |
| 6. | 〈Across the Universe〉       |           | 《Let It Be》 (1970년)  | 3:49      |
| 7. | 〈The Long and Winding Road〉 |           | 《Let It Be》 (1970년)  | 3:40      |

## 인증
미국에서는 1973년 12월 31일까지 129만4896장의 음반을 판매했고, 10년 말까지 585만6026장의 음반을 판매했다.
| 국가                                                  | 인증             | 판매량/출하량 |
| ----------------------------------------------------- | ---------------- | ------------- |
| 아르헨티나 (CAPIF)                                    | 플래티넘         | 60,000^       |
| 오스트레일리아 (ARIA)                                 | 5× 플래티넘      | 350,000^      |
| 오스트리아 (IFPI 오스트리아)                          | 3× 플래티넘      | 150,000*      |
| 벨기에 (BEA)                                          | 플래티넘         | 50,000*       |
| 캐나다 (뮤직 캐나다)                                  | 다이아몬드       | 1,000,000^    |
| 덴마크 (IFPI Danmark)                                 | 골드             | 50,000^       |
| 프랑스 (SNEP)                                         | 2× 플래티넘      | 2,227,600     |
| 프랑스 (SNEP) 2010 remaster                           | 골드             | 50,000*       |
| 독일 (BVMI)                                           | 3× 플래티넘      | 1,500,000^    |
| 이탈리아 (FIMI)                                       | 골드             | 25,000*       |
| 일본 (RIAJ)                                           | 2× 플래티넘+골드 | 807,000       |
| 네덜란드 (NVPI)                                       | 골드             | 50,000^       |
| 뉴질랜드 (RMNZ)                                       | 플래티넘         | 15,000^       |
| 노르웨이 (IFPI 노르웨이)                              | 골드             | 25,000*       |
| 스페인 (PROMUSICAE)                                   | 2× 플래티넘      | 200,000^      |
| 스웨덴 (GLF)                                          | 플래티넘         | 100,000^      |
| 스위스 (IFPI 스위스)                                  | 플래티넘         | 50,000^       |
| 영국 (BPI)                                            | 2× 플래티넘      | 600,000^      |
| 미국 (RIAA)                                           | 17× 플래티넘     | 8,500,000^    |
| *판매량을 기반으로 한 인증 ^출하량을 기반으로 한 인증 |                  |               |